# رابرت ادیسون
رابرت ادیسون (انگلیسی: Robert Eddison; ۱۰ ژوئن ۱۹۰۸ – ۱۴ دسامبر ۱۹۹۱) بازیگر اهل انگلستان بود.
از فیلم‌ها یا برنامه‌های تلویزیونی که وی در آن نقش داشته‌است، می‌توان به ایندیانا جونز و آخرین جنگ صلیبی و قصه‌گو اشاره کرد.
وی همچنین برندهٔ جوایزی همچون نشان امپراتوری بریتانیا شده‌است.